# Ten Years After
Ten Years After – jeden z czołowych brytyjskich zespołów bluesrockowych popularnych na przełomie lat 60. i 70. XX w.

## Historia

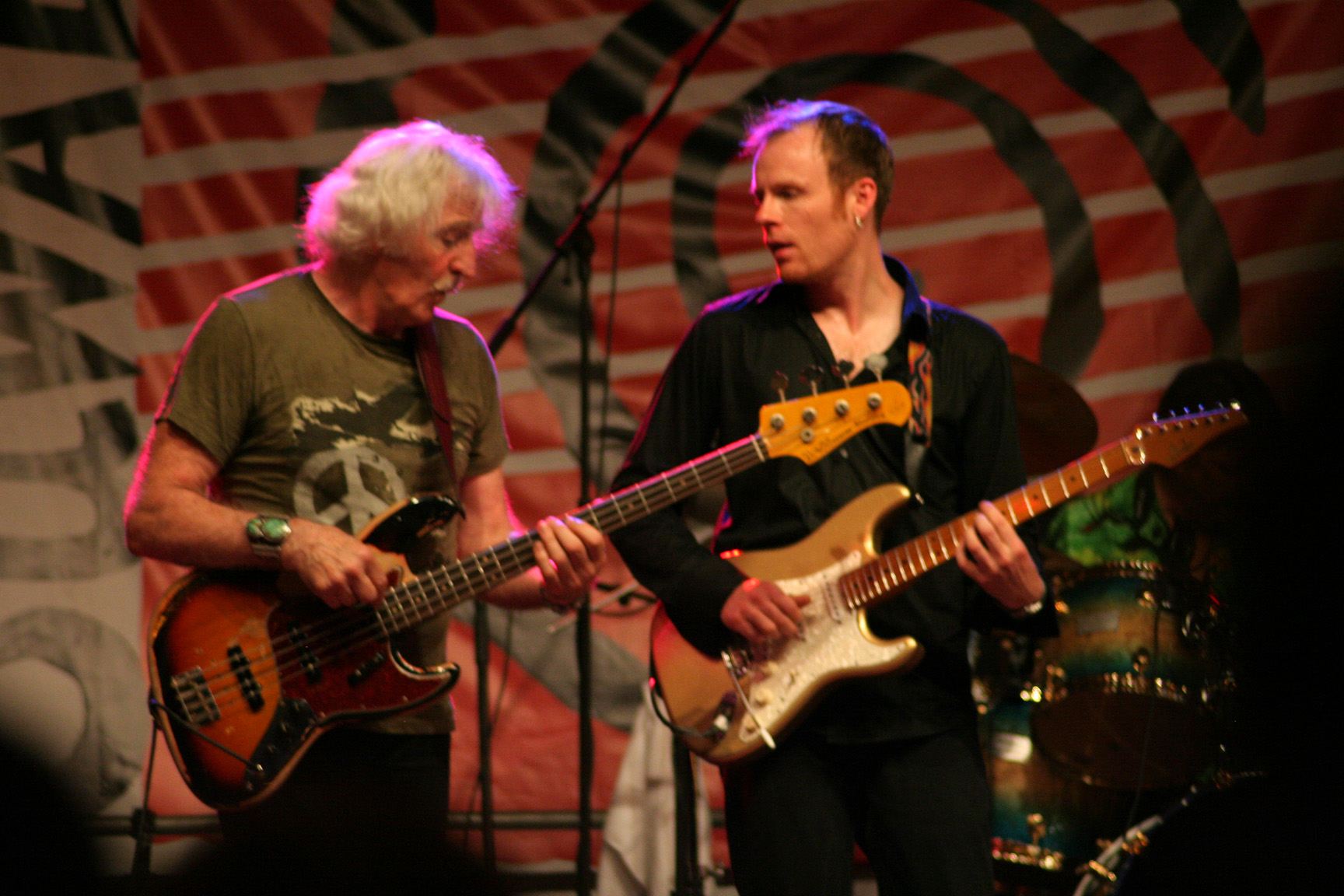
Ten Years After podczas koncertu na Suwałki Blues Festival 2009 w Suwałkach

Ten Years After został założony w 1967, w składzie: Alvin Lee, Chick Churchill, Leo Lyons i Ric Lee. Niedługo po tym zespół dostał zaproszenie by grać na Windsor Jazz Festival, co zaowocowało kontraktem z Deram – pochodną wytwórni Decca Records.
Po odbyciu tournée w Skandynawii i Stanach Zjednoczonych, grupa wydała drugi album Undead, który zawierał I’m Going Home. W 1969 pojawili się na Newport Jazz Festival, pierwszym festiwalu, na który zostały zaproszone zespoły rockowe. W sierpniu Ten Years After wystąpił w przełomowym dla siebie Festiwalu Woodstock, prezentując prawie dziesięciominutową interpretację I’m Going Home, która była kluczową w później wydanym filmie i ścieżce dźwiękowej. M.in. dzięki temu występowi, i dzięki jego stylowi gry na gitarze, Alvin Lee był na początku lat 70. nazywany „Królem Szybkości” (ang. Speed King).
W 1970 Ten Years After wydał Love Like a Man, swój pierwszy singel w Wielkiej Brytanii.
W 1971 zespół wydał album A Space in Time, zawierający przebój I'd Love to Change the World (pol. Chciałbym zmienić świat), który stał się równocześnie hymnem hipisów protestujących przeciwko wojnie w Wietnamie i kapitalizmowi. To był okres rozkwitu dla zespołu: na początku ich dwunastej trasy koncertowej grali dla dwudziestotysięcznej publiczności w wyprzedanym wiele dni wcześniej Madison Square Garden.
Druga połowa 1973 przyniosła wiele pomniejszych projektów i kłótnie w zespole. Grupa w 1974 wydała album Positive Vibrations. Po ostatniej (28) trasie koncertowej w USA zespół rozpadł się.
Ten Years After zjednoczył się ponownie w 1983, odbywając trasę koncertową w Wielkiej Brytanii, grając kilka koncertów w USA w 1988 i wydając jeden album About Time (1989). 27 lipca 2008 zespół wystąpił na X Tyskim Festiwalu Muzycznym im. Ryśka Riedla.
6 marca 2013 r. zmarł Alvin Lee.
W styczniu 2014 zespół opuścili Joe Gooch i Leo Lyons, by prowadzić działalność muzyczną w ramach swojego power-trio Hundred Seventy Split. Zastąpili ich: Colin Hodgkinson na gitarze basowej i Marcus Bonfanti na gitarze.

## Skład zespołu

### Aktualni członkowie
- Chick Churchill(inne języki) – instrumenty klawiszowe (1966–1974, 1983, od 1988)
- Ric Lee(inne języki) – perkusja (1966–1974, 1983, od 1988)
- Marcus Bonfanti(inne języki) – gitara, śpiew (od 2014)
- Colin Hodgkinson(inne języki) – gitara basowa (od 2014)

### Byli członkowie
- Alvin Lee – gitara, śpiew, harmonijka (1966–1974, 1983, 1988–2003; zmarł w 2013)
- Leo Lyons(inne języki) – gitara basowa (1966–1974, 1983, 1988–2014)
- Joe Gooch(inne języki) – gitara, śpiew (2003–2014)[2]

## Dyskografia

### Albumy studyjne
- Ten Years After (1967)
- Stonedhenge (1969)
- Ssssh (1969)
- Cricklewood Green (1970)
- Watt (1970)
- A Space in Time (1971)
- Rock & Roll Music to the World (1972)
- Positive Vibrations (1974)
- About Time (1989)
- Now (2004)
- Evolution (2008)
- A Sting in the Tale (2017)

### Albumy koncertowe
- Undead (1968)
- Recorded Live (1973)
- Live at the Filmore East (2001)
- One Night Jammed (2003)
- Roadworks (2005)

### Kompilacje
- Double Deluxe (1970)
- Ten Years After (1971)
- Alvin Lee and Company (1972)
- Goin’ Home (1975)
- Classic Performances (1976)
- Greatest Hits (1977)
- Profile (1979)
- Ten Years After (1980)
- Timewarps (1983)
- The Collection (1985)
- At Their Peak (1987)
- Universal (1987)
- Portfolio (1988)
- The Collection (1991)
- Essential (1991)
- Pure Blues (1995)
- I’m Going Home (1996)
- Premium Gold Collestion (1998)
- The Best of (2000)
- Very Best Ten Years After Album Ever (2001)
- Ten Years After Anthology (2002)

### Wideografia
- Live at the Marquee (1983)
- Live at Fiesta City (live DVD) (2009)